# BV Водолея
BV Водолея (лат. BV Aquarii) — одиночная переменная звезда в созвездии Водолея на расстоянии приблизительно 3669 световых лет (около 1125 парсеков) от Солнца. Видимая звёздная величина звезды — от +11,24m до +10,72m.

## Характеристики
BV Водолея — жёлто-белая пульсирующая переменная звезда типа RR Лиры (RRC) спектрального класса F. Эффективная температура — около 7343 К.